# Tvrdonice
Tvrdonice (en allemand : Turnitz) est une commune du district de Břeclav, dans la région de Moravie-du-Sud, en République tchèque. Sa population s'élevait à 2 108 habitants en 2020.

## Géographie
Tvrdonice se trouve à 15 km au nord-est de Hustopeče, à 9 km à l'est de Břeclav, à 27 km au sud-est de Brno et à 237 km au sud-est de Prague.
La commune est limitée par Hrušky au nord, par Týnec au nord-est, par la Slovaquie au sud-est, par Lanžhot au sud, et par Kostice et Břeclav à l'ouest.

## Histoire
La première mention écrite de la localité date de 1264.